# قهرمان زمان ما
قهرمان زمان ما (به انگلیسی: A Hero of Our Times) فیلمی است محصول سال ۱۹۵۵ و به کارگردانی ماریو مونیچلی است. در این فیلم بازیگرانی همچون آلبرتو سوردی، فرانکا والری، جووانا رالی، تینا پیکا، ماریو کاروتنوتو، لئوپولدو تریئسته، باد اسپنسر، آلبرتو لاتوادا، کارلو ماتسارلا و مینو دورو ایفای نقش کرده‌اند.